# Xkeulil
Xkeulil, är en ort i kommunen Seybaplaya i delstaten Campeche i Mexiko. Xkeulil ligger i inlandet, öster om kommunhuvudstaden Seybaplaya. Orten betraktas som en pueblo, urbant samhälle, jämförbart med tätort och hade 991 invånare vid den senaste officiella folkräkningen i Mexiko 2010.